# Zlatarica
Zlatarica (búlgaro:Златарица) é uma cidade da Bulgária, localizada no distrito de Veliko Tarnovo. A sua população era de 2,558 habitantes segundo o censo de 2010.

## População
| Zlatarica | Zlatarica | Zlatarica | Zlatarica | Zlatarica | Zlatarica | Zlatarica | Zlatarica | Zlatarica | Zlatarica | Zlatarica | Zlatarica | Zlatarica | Zlatarica | Zlatarica | Zlatarica | Zlatarica | Zlatarica | Zlatarica | Zlatarica |
| --- | --------- | --------- | --------- | --------- | --------- | --------- | --------- | --------- | --------- | --------- | --------- | --------- | --------- | --------- | --------- | --------- | --------- | --------- | --------- |
| Ano | 1887      | 1910      | 1934      | 1946      | 1956      | 1965      | 1975      | 1985      | 1992      | 2001      | 2002      | 2003      | 2004      | 2005      | 2006      | 2007      | 2008      | 2009      | 2010      |
| População |           |           |           | …         | …         | …         | 3,478     | 3,190     | 3,131     | 2,671     | 2,660     | 2,647     | 2,635     | 2,634     | 2,647     | 2,614     | 2,611     | 2,560     | 2,558     |
| Fontes: Instituto Nacional de Estatísticas, „citypopulation.de“, „pop-stat.mashke.org“, Bulgarian Academy of Sciences |           |           |           |           |           |           |           |           |           |           |           |           |           |           |           |           |           |           |           |